# Fenaquita
La fenaquita es un raro mineral, un nesosilicato,  de berilio de fórmula Be2SiO4. Ocasionalmente, cuando es transparente, se utiliza como gema. Su nombre viene del griego clásico: φέναξ, romanizado: phénax, que significa "engañador" debido a su similitud visual al cuarzo, llamado así por Nils Gustaf Nordenskiöld en 1833, por su trabajo en las minas de esmeraldas de Ekaterimburgo, en el óblast de Sverdlovsk (Rusia).
La fenaquita se encuentra como cristales aislados que son romboedros con hemihedrismo o bien de hábito lenticular o prismático. El hábito lenticular esta determinado por el desarrollo de caras de varios romboedros obtusos y la ausencia de caras prismáticas. No presenta exfoliación, y la fractura es concoidal. La dureza de Mohs es alta, siendo 7.5 - 8. La gravedad específica es 2.96. Los cristales, a veces, son, perfectamente, sin color y transparente, pero, más a menudo, son grisáceos o amarillentos y solo translúcidos; ocasionalmente, son rojo - rosado pálido. Su apariencia general no es como el cuarzo, por el cual ha sido confundido.

## Formación y yacimientos
Se presenta en vetas de pegmatitas de granito y en esquistos de alta temperatura de formación, así como en otras rocas alteradas hidrotermalmente. No es un mineral muy frecuente, aunque se encuentra en varios centenares de localidades, asociado a otros minerales como berilo, topacio, crisoberilo, apatito, fluorita, moscovita o cuarzo.
En Argentina aparece en las pegmatitas de papachacra, en Belén, Catamarca. En España se ha encontrado asociada a crisoberilo y berilo esmeralda, dentro de flogopita (una paragénesis muy semejante a la de la licalidad tipo) en  Franqueira, La Cañiza (Pontevedra).En las graveras gemíferas de Sri Lanka aparece en forma de cantos rodados, incoloros y ocasionalmente lo suficientemente transparentes para poder tallarse como gemas. En noviembre del 2021, se encontró una de un peso de  616.9 quilates, la mayor de su tipo. 